# Mutant Girls Squad
Mutant Girls Squad (戦闘少女 血の鉄仮面伝説, Sentō Shōjo: Chi no Tekkamen Densetsu, traducció literal: "Noies lluitadores: Llegenda de la Sang de la Màscara de Ferro") és una pel·lícula japonesa de Noboru Iguchi, Yoshihiro Nishimura i Tak Sakaguchi. La pel·lícula tracta sobre Rin, una noia mutant de setze anys que coneix una banda de mutants rebels que pretenen venjar-se dels humans per perseguir la seva raça. La pel·lícula es va estrenar internacionalment al Festival de Cinema Asiàtic de Nova York l'any 2010. La majoria dels actors i actrius després van protagonitzar els espectacles Super Sentai i Kamen Rider.

## Argument
Rin (Yumi Sugimoto) és una estudiant de secundària modesta i incòmode que pateix assetjament a l'escola. Un dia, mentre és assetjada, sent un dolor agut a la mà. Més tard, la Rin s'assabenta que és una descendent de l'antic clan Hiruko, els membres del qual són mutants dotats de superpoders. Un grup de soldats anti-Hiruko asalta la seva casa i mata els seus pares, mentre que la Rin amb prou feines escapa.
Després de matar tot un districte comercial per incomprensió i ràbia alimentada pel dolor, la Rin coneix a Rei (Yuko Takayama), un altre mutant. Rei presenta Rin a un petit grup de rebels mutants liderats per un samurai travesti anomenat Kisaragi (Tak Sakaguchi), que està decidit a restaurar el clan Hiruko.
Sota les instruccions de Kisaragi i Rei, la Rin porta una màscara de ferro fins que pot controlar els seus poders i comença a entrenar. Yoshie (Suzuka Morita) armada amb tentacles li explica a la Rin el passat d'en Rei. Fins fa tres anys, Rei havia estat una freak en un circ, i l'única persona que mostrava la seva compassió i acceptació era un noi que li regalava un collaret de creu d'or. Quan la gent del poble va matar el noi per estimar-la, va néixer l'odi de Rei pels humans. Rin més tard troba el collaret després que Rei el caigui accidentalment després d'una sessió d'entrenament.
Quan Rin aconsegueix el control sobre els seus poders molt abans del que s'esperava en Kisaragi, li ordena, juntament amb Yoshie, que s'infiltri en una conferència anti-Hiruko i ataqui un general d'alt rang anomenat Koshimizu. Rin i Yoshie aconsegueixen eliminar Koshimizu, però no volen matar humans supervivents innocents. Rei, sota les ordres de Kisaragi, mata els supervivents.
Finalment, Rin s'adona que, malgrat tot el que ha passat, no pot tornar-se en contra del seu costat humà. Ella convenç a Yoshie d'unir-se a la seva causa per protegir humans innocents en lloc de matar-los o sotmetre'ls. Mentrestant, a altres escolars d'Hiruko se'ls renta el cervell per dur a terme atacs suïcides amb bombes en diversos llocs per matar humans. Kisaragi segresta i drena la sang del primer ministre ferventment anti-Hiruko, que li atorga un cos grotesc amb superpoders. En Yoshie s'enfronta a les escoles mutants amb rentat de cervell mentre Rin s'enfronta a Rei. La Rin torna el collaret de creu d'or de la Rei i li desperta bons records del nen humà que l'estimava. Amb això, la Rin convenç a la Rei d'aturar la seva guerra contra els humans.
Rin, Rei i Yoshie s'uneixen per derrotar Kisaragi i rescatar el primer ministre. No obstant això, després que l'home els insulti, les tres noies el maten mentre surten els crèdits.

## Repartiment
- Yumi Sugimoto com a Rin
- Yuko Takayama com a Rei
- Suzuka Morita com a Yoshie
- Kanji Tsuda com el pare de Rin
- Maiko Ito com a Sayuri, la mare de la Rin
- Sí Sakaguchi as Kisaragi
- Asami Sugiura com a samurai femenina amb pegat a l'ull
- Hikaru Shida com a Nonoko
- Kentarō Shimazu com a Nonagase
- Naoto Takenaka com a ministre de Defensa Koshimizu Hiroaki
- Miyu Wagawa as Tadokoro Mina
- Rie Hayasaka com a Sumire
- Naoi Nagano com a Chiako
- Cay Izumi com a Sachie
- Maki Mizui com a astro-mutant[2]

## Producció
Al Festival de Cinema Asiàtic de Nova York de 2009, els directors Noboru Iguchi, Yoshihiro Nishimura i Tak Sakaguchi es van conèixer i van acordar fer una pel·lícula junts. Cada director va dirigir un terç de la pel·lícula, Sakaguchi va dirigir la primera part, Iguchi la segona i Nishimura la tercera. Un any després van acabar el treball a Mutant Girls Squad.
Per a l'estrena en DVD japonès de la pel·lícula, Noboru Iguchi va crear una preqüela curta titulada Yoshie Zero que se centra en el personatge de Suzuka Morita.

## Estrena
Mutant Girls Squad va ser la segona pel·lícula que va entrar en producció, però la primera que es va estrenar des del segell de pel·lícules de culte de Nikkatsu Sushi Typhoon.
La pel·lícula es va estrenar al Japó el 22 de maig de 2010. La pel·lícula es va estrenar als Estats Units al Festival de Cinema Asiàtic de Nova York el 3 de juliol de 2010. La seva estrena canadenca va ser al FanTasia el 10 de juliol de 2010. Al XLIII Festival Internacional de Cinema Fantàstic de Catalunya, Mutant Girls Squad va guanyar el premi a la millor pel·lícula a la secció Midnight X-Treme.

## Recepció
Fangoria va donar a la pel·lícula una puntuació positiva de tres sobre quatre, qualificant la pel·lícula de "una visita obligada només per l'experiència, i aquells públics que es trobin gaudint de la seva bogeria trobaran una pel·lícula que tornaran a veure amb molt de gust." Twitch Film va fer una crítica positiva, dient que "La pel·lícula presenta un contingut ofensiu ridícul, completament superior i al límit que potser no és per a tothom" i "Mutant Girls Squad pot semblar una mica massa familiar, però afortunadament hi ha prou elements còmics únics escampats per la pel·lícula que la fan encara totalment agradable." Variety va donar la pel·lícula una crítica positiva, elogiant els directors com a cineastes que "executen una exposició pràcticament sense parar de violència exagerada amb una creativitat i un estil visual considerables". La ressenya va elogiar el guionista Jun Tsugita, que incloïa una "riquesa de línies alegres" i els actors "Sugimoto, Takayama i Morita negocien de manera creïble el diàleg i mostren molta il·lusió mentre tallen les extremitats a tots els que vinguin" Una ressenya a The Montreal Gazette va dir que no podia "assignar una puntuació a Mutant Girls Squad... si t'agrada aquest tipus d'extrem gonzo gore, aleshores estaràs satisfet amb el carnaval d'horrors pervertits que s'exhibeix aquí, si no, probablement ho descartaràs com el Grand Guignol es va posar en una reforma escolar, abans de vomitar." Film Business Asia va donar a la pel·lícula una qualificació de set sobre deu, descrivint la pel·lícula com a part i una paròdia del seu gènere i que si la pel·lícula "és recordada per alguna cosa, serà pel personatge d'una noia que pot produir una motoserra des del seu cul."